# Heinrich Dersch
Heinrich Dersch (* 28. Dezember 1889 in Mohnhausen bei Kloster Haina; † 8. Juli 1967 in Ottersweier) war ein deutscher expressionistischer Maler und Zeichner.

## Leben
Zunächst studierte Dersch an der Kunstgewerbeschule in Kassel und von 1912 bis 1914 an der Kunstakademie in München bei Peter Halm. Von 1914 bis 1917 nahm er am Ersten Weltkrieg teil. 1917 studierte er Malerei an der Kunstakademie Kassel bei Hans Olde, Carl Wünnenberg, Paul Baum und Carl Bantzer. Carl Bantzer führte Dersch in den Künstlerkreis der Willingshäuser Malerkolonie ein. Von 1921 bis 1941 ließ sich Dersch als freischaffender Maler in Kassel nieder. 1923 gehörte er zu den Gründungsmitgliedern der Malergruppe 1923. 1927 war er Gründungsmitglied der Kasseler Sezession um Arnold Bode. Dersch unternahm bis 1933 mehrfache Studienreisen nach Südfrankreich, Paris, München, in den Allgäu, zum Bodensee und in den Südschwarzwald (Todtmoos). 1933 heiratete er die Tiegenhoferin Gerda Krieg. 1934 hatte er auf Ischia Kontakt mit seinem dort ansässigen ehemaligen Studienkollegen Werner Gilles während eines mehrmonatigen Studienaufenthalts. Zwischen 1934 und 1941 verbrachte er die Sommermonate in Ost- und Westpreußen, an der Kurischen und Frischen Nehrung, in Danzig, Königsberg und Marienburg. 1935 wurde Dersch zum Leiter der Landesstelle der Reichskammer der bildenden Künste in Kassel berufen. 1941 verlor er durch einen Bombenangriff seine Wohnung und sein Atelier in Kassel. Der Ausgebombte zog nach Riemannsfelde bei Posen um. Kurz danach siedelte er sich in der Geburtsstadt seiner Ehefrau in Tiegenhof bei Danzig an. 1945 floh er nach Göppingen. Kriegsbedingt ließ er alle Bilder und Arbeitsmittel zurück. Aus Mangel an Malutensilien fing Dersch in der Nachkriegszeit mit Farbstiften zu zeichnen an. Von 1946 bis 1956 lebte er wieder in Hessen. Von 1956 bis 1958 lebte er in Hofgeismar und seit 1958 bis zu seinem Tod in einem Lungensanatorium in Ottersweier.

## Ausstellungen
Einzelausstellungen
- 1943: Kunst-Galerie Stumpf & Sohn, Danzig
- 1947: Kunsthandlung Roppel, Marburg
- 1991: Museum der Schwalm: Gedenkausstellung, Schwalmstadt-Ziegenhain

Gruppenausstellung
- 1927: 1 Ausstellung der Kasseler Sezession, KasselerKunstVerein, Kassel
- 1928: 2. und 3. Ausstellung der Kasseler Sezession, KasselerKunstVerein, Kassel
- 1930: Deutscher Künstlerbund, Essen
- 1980: Die Künstlerkolonie Willingshausen, Orangerie, Kassel

In Museen
- Neue Galerie, Kassel
- Museum Löwenburg, Kassel
- Landesmuseum Mainz, Mainz
- BSGS München, München